# Хашим Джалилуль Алам Акамаддин
Хашим Джалилуль Алам Акамаддин (малайск. Hashim Jalilul Alam Aqamaddin; 1825—1906) — 26-й султан Брунея (май 1885 — май 1906), младший сын 24-го брунейского султана Омара Али Сайфуддина (1828—1852). Формально считался сыном султана Омара Али Сайфуддина, хотя было известно, что он был прижит женой султана от любовника.

## Биография
До того как стать султаном Хашим был одним из четырёх визирей в Брунее. В конце правления султана Абдал-Мумина он исполнял обязанности регента.
В мае 1885 года после смерти своего родственника, султана Абдал-Мумина (1852—1885) новым султаном Брунея был провозглашён Хашим Джалилуль Алам Акамаддин.
Многие видные представители знати, занимавшие высокие посты в бюрократической иерархии, относились к новому султану пренебрежительно. В 1885 году против Хашима подняло восстание население Лимбанга. Тогда Султан обратился за поддержкой к «белому радже» Чарльзу Бруку. Тот не захотел вмешиваться в войну, но призвал британское правительство установить протекторат над всем Северным Калимантаном.
В 1888 году все три правителя Северного Калимантана (Бруки, Султан Брунея и губернатор Сабаха) согласились на введение английского протектората. Договор гарантировал султану Хашиму и его преемникам, что Бруней будет сохранен в качестве независимого государства. Однако все внешние сношения султаната становились компетенцией британского правительства. Это соглашение не спасло Бруней от новых территориальных потерь. В 1890 году Бруки захватили Лимбанг. В 1901 и 1902 годах Брук попросил султана уступить Белайт и Тутонг, однако Хашим отказал, заявив: «Что будет со мной, моими вождями и потомками? Что я оставлю им? Моя страна будет похожа на дерево, которое потеряло ветви».
В начале 1905 года Бруки захватили район реки Лавас. Султанат Бруней превратился в крошечное государство, разделённое на два анклава и окружённое со всех сторон саравакскими владениями. В 1906 году с Хашимом был подписан новый договор, по условиям которого в Бруней был назначен английский резидент. Султан был обязан принимать его советы по любым вопросам, за исключением тех, что касались мусульманской религии.
В мае 1906 года султан Хашим Джалилуль Алам Акамаддин скончался. Английский резидент передал султанский престол его малолетнему сыну Мухаммаду Джалал ал-Аламу (1906—1924). Хашим был похоронен в родовом мавзолее в Бандар-Сери-Бегаван вместе со своим отцом.
Имел трёх жён, от которых у него было шесть сыновей и три дочери.